# PSA World Tour der Damen 2015/16
Die PSA World Tour der Damen 2015/16 umfasst alle Squashturniere der Damen-Saison 2015/16 der PSA World Tour. Sie begann am 1. August 2015 und endete am 31. Juli 2016. Die nach dem Monat sortierte Übersicht zeigt den Ort des Turniers an, dessen Namen, das ausgeschüttete Gesamtpreisgeld, sowie die Siegerin des Turniers. In der abschließenden Tabelle werden sämtliche Turniersiegerinnen nach der Menge ihrer Titel aufgelistet. Dabei ist es nicht relevant, welche Wertigkeit die von der Spielerin gewonnenen Turniere besaßen, auch wenn eine entsprechende Erfassung erfolgt.
In der Saison 2015/16 fanden insgesamt 67 Turniere statt. Das Gesamtpreisgeld betrug 1.816.000 US-Dollar.

## Tourinformationen

### Anzahl nach Turnierserie
| Turnierserie | WM 1 | WS 2 | PSA 100 3 | PSA 70 | PSA 50 | PSA 35 | PSA 25 | PSA 15 4 | PSA 10 | PSA 5 |
| ------------ | ---- | ---- | --------- | ------ | ------ | ------ | ------ | -------- | ------ | ----- |
| Anzahl       | 1    | 7    | —         | —      | 4      | 1      | 4      | 5        | 5      | 40    |
| Gesamt       | 1    | 7    | 9         | 9      | 9      | 9      | 9      | 50       | 50     | 50    |

 1 PSA Weltmeisterschaft

 2 PSA World Series

 3 PSA International

 4 PSA Challenger

## Turnierplan

### August
| Datum         | Ort       | Turnier                                          | Preisgeld | Siegerin              |
| ------------- | --------- | ------------------------------------------------ | --------- | --------------------- |
| 03.08.–09.08. | Melbourne | Australian Open 2015                             | $ 25.000  | Joelle King           |
| 05.08.–08.08. | Bogotá    | XVIII Abierto Colombiano de Squash Club El Nogal | $ 15.000  | Victoria Lust         |
| 11.08.–14.08. | Kangar    | Malaysian Tour Squash VI 2015                    | $ 5.000   | Liu Tsz-Ling          |
| 19.08.–23.08. | Melbourne | City of Greater Bendigo International 2015       | $ 5.000   | Cyrielle Peltier      |
| 27.08.–30.08. | Sydney    | New South Wales Open 2015                        | $ 5.000   | Milou van der Heijden |

### September
| Datum         | Ort           | Turnier                                   | Preisgeld | Siegerin              |
| ------------- | ------------- | ----------------------------------------- | --------- | --------------------- |
| 01.09.–06.09. | Mumbai        | NSCI Open JSW Indian Squash Circuit 2015  | $ 15.000  | Joshna Chinappa       |
| 01.09.–06.09. | Shanghai      | Stars on the Bund China Open 2015         | $ 50.000  | Raneem El Weleily     |
| 08.09.–12.09. | Kuantan       | Malaysian Tour Squash VII 2015            | $ 5.000   | Coline Aumard         |
| 15.09.–18.09. | London        | Roberts Nash Advisory Group Nash Cup 2015 | $ 5.000   | Maria Toorpakai Wazir |
| 15.09.–20.09. | Macau         | Macau Open 2015                           | $ 50.000  | Laura Massaro         |
| 23.09.–28.09. | San Francisco | Netsuite Open 2015                        | $ 25.000  | Amanda Sobhy          |
| 24.09.–27.09. | Prag          | City of Prague Open 2015                  | $ 5.000   | Natalie Grinham       |
| 29.09.–05.10. | New York City | Carol Weymuller Open 2015                 | $ 50.000  | Nour El Sherbini      |

### Oktober
| Datum         | Ort              | Turnier                                     | Preisgeld | Siegerin         |
| ------------- | ---------------- | ------------------------------------------- | --------- | ---------------- |
| 03.10.–06.10. | Tuxedo Park      | LiveStuff Open 2015                         | $ 5.000   | Nele Gilis       |
| 08.10.–17.10. | Philadelphia     | Delaware Investments US Open 2015           | $ 150.000 | Laura Massaro    |
| 15.10.–18.10. | Clermont-Ferrand | Open International des Volcans 2015         | $ 5.000   | Fiona Moverley   |
| 19.10.–22.10. | Chennai          | JSW Indian Squash Circuit IV 2015           | $ 10.000  | Liu Tsz-Ling     |
| 21.10.–24.10. | Créteil          | Val de Marne Open 2015                      | $ 5.000   | Natalie Grinham  |
| 22.10.–25.10. | Charlottesville  | Sentara Martha Jefferson Hospital Open 2015 | $ 10.000  | Kanzy El Defrawy |
| 29.10.–01.11. | Mackay           | Mackay Open 2015                            | $ 5.000   | Vanessa Chu      |
| 29.10.–06.11. | Katar            | Qatar Classic 2015                          | $ 115.000 | Laura Massaro    |

### November
| Datum         | Ort          | Turnier                                                   | Preisgeld | Siegerin         |
| ------------- | ------------ | --------------------------------------------------------- | --------- | ---------------- |
| 05.11.–08.11. | Gold Coast   | Queensland Open 2015                                      | $ 5.000   | Sarah Cardwell   |
| 08.11.–13.11. | Monaco       | Monte Carlo Classic 2015                                  | $ 35.000  | Jenny Duncalf    |
| 10.11.–14.11. | Kuala Lumpur | Malaysian Tour Squash VIII 2015                           | $ 5.000   | Sarah Cardwell   |
| 17.11.–20.11. | Penang       | Malaysian Tour Squash IX 2015                             | $ 5.000   | Nadine Shahin    |
| 24.11.–28.11. | Kuala Lumpur | Malaysian Tour Squash X 2015                              | $ 5.000   | Nadine Shahin    |
| 24.11.–29.11. | London       | London Open 2015                                          | $ 5.000   | Millie Tomlinson |
| 29.11.–06.12. | Hongkong     | Cathay Pacific Sun Hung Kai Financial Hong Kong Open 2015 | $ 95.000  | Nicol David      |

### Dezember
| Datum           | Ort          | Turnier                                  | Preisgeld | Siegerin         |
| --------------- | ------------ | ---------------------------------------- | --------- | ---------------- |
| 08.12.–10.12.   | Kuala Lumpur | Malaysian Tour Squash XI 2015            | $ 5.000   | Rachel Arnold    |
| 14.12.–18.12. 1 | Kuala Lumpur | Squash-Weltmeisterschaft der Frauen 2015 | $ 185.000 | Nour El Sherbini |

 1 Das Turnier wurde auf den 23.–30. April 2016 verschoben.

### Januar
| Datum         | Ort           | Turnier                                                | Preisgeld | Siegerin            |
| ------------- | ------------- | ------------------------------------------------------ | --------- | ------------------- |
| 07.01.–14.01. | New York City | J. P. Morgan Tournament of Champions 2016              | $ 150.000 | Nour El Sherbini    |
| 19.01.–22.01. | Toronto       | Slaight Music and Roundtable Capital Granite Open 2016 | $ 25.000  | Victoria Lust       |
| 22.01.–24.01. | Berwyn        | Liberty Bell Open 2016                                 | $ 5.000   | Danielle Letourneau |
| 28.01.–31.01. | Winnipeg      | Winnipeg Winter Club Women’s Open 2016                 | $ 15.000  | Emily Whitlock      |
| 29.01.–31.01. | Edinburgh     | Edinburgh Sports Club Open 2016                        | $ 5.000   | Millie Tomlinson    |
| 30.01.–02.02. | Cleveland     | Cleveland Classic 2016                                 | $ 50.000  | Camille Serme       |

### Februar
| Datum         | Ort        | Turnier                                                        | Preisgeld | Siegerin          |
| ------------- | ---------- | -------------------------------------------------------------- | --------- | ----------------- |
| 04.02.–07.02. | Wilmington | Corporation Service Company Delaware Open 2016                 | $ 10.000  | Fiona Moverley    |
| 25.02.–28.02. | Islamabad  | 3rd Bahria Town International Women’s Squash Championship 2016 | $ 15.000  | Liu Tsz-Ling      |
| 25.02.–02.03. | Chicago    | Guggenheim Partners & Equitrust Windy City Open 2016           | $ 150.000 | Raneem El Weleily |

### März
| Datum         | Ort     | Turnier                                                  | Preisgeld | Siegerin                |
| ------------- | ------- | -------------------------------------------------------- | --------- | ----------------------- |
| 03.03.–06.03. | Seattle | Samson Seattle Open 2016                                 | $ 10.000  | Mayar Hany              |
| 09.03.–13.03. | Kriens  | Sekisui Open 2016                                        | $ 5.000   | Alexandra Fuller        |
| 10.03.–13.03. | Calgary | Calgary CFO Consulting Services Women’s Squash Week 2016 | $ 15.000  | Emily Whitlock          |
| 20.03.–27.03. | Hull    | Allam British Open 2016                                  | $ 150.000 | Nour El Sherbini        |
| 29.03.–31.03. | Malakka | Malaysian Squash Tour I 2016                             | $ 5.000   | Sivasangari Subramaniam |

### April
| Datum         | Ort          | Turnier                                      | Preisgeld | Siegerin                |
| ------------- | ------------ | -------------------------------------------- | --------- | ----------------------- |
| 07.04.–09.04. | Paderborn    | Paderborn Open 2016                          | $ 5.000   | Nele Gilis              |
| 13.04.–16.04. | Kuala Lumpur | Malaysian Squash Tour II 2016                | $ 5.000   | Sivasangari Subramaniam |
| 13.04.–16.04. | Richmond     | Richmond Open 2016                           | $ 10.000  | Kanzy El Defrawy        |
| 18.04.–22.04. | Johannesburg | Assore Central Gauteng Open 2016             | $ 5.000   | Rowan Elaraby           |
| 19.04.–22.04. | Kuala Lumpur | Malaysian Squash Tour III 2016               | $ 5.000   | Sivasangari Subramaniam |
| 20.04.–23.04. | Dublin       | Gillenmarkets Irish Squash Open 2016         | $ 6.000   | Millie Tomlinson        |
| 25.04.–29.04. | Kapstadt     | Keith Grainger Memorial UCT Squash Open 2016 | $ 5.000   | Rowan Elaraby           |
| 28.04.–01.05. | Lwiw         | Lviv Harrow Lion Squash Cup 2016             | $ 5.000   | Nada Abbas              |

### Mai
| Datum         | Ort      | Turnier                                   | Preisgeld | Siegerin         |
| ------------- | -------- | ----------------------------------------- | --------- | ---------------- |
| 11.05.–14.05. | Jersey   | Jersey Squash Classic 2016                | $ 5.000   | Millie Tomlinson |
| 13.05.–15.05. | Darwin   | Squash NT Open 2016                       | $ 5.000   | Madeline Perry   |
| 24.05.–28.05. | Dubai    | PSA World Series Finals 2015/16           | $ 160.000 | Laura Massaro    |
| 25.05.–28.05. | Hongkong | Meco HKFC International 2016              | $ 25.000  | Joelle King      |
| 26.05.–29.05. | Jerewan  | Grand Sport Armenia 1st Challenger 5 2016 | $ 5.000   | Hana Moataz      |
| 27.05.–29.05. | Perth    | City of Perth Squash Challenge Open 2016  | $ 5.000   | Tamika Saxby     |

### Juni
| Datum         | Ort         | Turnier                               | Preisgeld | Siegerin         |
| ------------- | ----------- | ------------------------------------- | --------- | ---------------- |
| 01.06.–04.06. | George Town | IJM Land 4th Penang Women’s Open 2016 | $ 5.000   | Tong Tsz-Wing    |
| 04.06.–10.06. | Kiew        | Harrow Ukrainian Squash Cup 2016      | $ 5.000   | Millie Tomlinson |
| 04.06.–10.06. | Newcastle   | Sandgate Open 2016                    | $ 5.000   | Tamika Saxby     |

### Juli
| Datum         | Ort       | Turnier                             | Preisgeld | Siegerin         |
| ------------- | --------- | ----------------------------------- | --------- | ---------------- |
| 01.07.–03.07. | Sydney    | NSW Squash Open Championships 2016  | $ 5.000   | Tamika Saxby     |
| 06.07.–09.07. | Hongkong  | Contrex Challenge Cup 2016          | $ 5.000   | Andrea Lee       |
| 08.07.–10.07. | Devonport | Tasmanian Open 2016                 | $ 5.000   | Tong Tsz-Wing    |
| 08.07.–10.07. | Kiew      | Harrow Ukrainian Squash Cup II 2016 | $ 5.000   | Millie Tomlinson |
| 13.07.–16.07. | Adelaide  | South Australian Open 2016          | $ 5.000   | Tamika Saxby     |
| 29.07.–31.07. | Bendigo   | Bendigo International 2016          | $ 5.000   | Hana Ramadan     |

## Turniersiegerinnen
| Platz | Spielerin               | Siege | WM 1 | WS 2 | In 100 3 | In 70 | In 50 | In 35 | In 25 | Ch 15 5 | Ch 10 | Ch 5 |
| ----- | ----------------------- | ----- | ---- | ---- | -------- | ----- | ----- | ----- | ----- | ------- | ----- | ---- |
| 1.    | Millie Tomlinson        | 6     |      |      |          |       |       |       |       |         |       | 6    |
| 2.    | Nour El Sherbini        | 4     | 1    | 2    |          |       | 1     |       |       |         |       |      |
| 2.    | Laura Massaro           | 4     |      | 3    |          |       | 1     |       |       |         |       |      |
| 2.    | Tamika Saxby            | 4     |      |      |          |       |       |       |       |         |       | 4    |
| 5.    | Liu Tsz-Ling            | 3     |      |      |          |       |       |       |       | 1       | 1     | 1    |
| 5.    | Sivasangari Subramaniam | 3     |      |      |          |       |       |       |       |         |       | 3    |
| 7.    | Sarah Cardwell          | 2     |      |      |          |       |       |       |       |         |       | 2    |
| 7.    | Rowan Elaraby           | 2     |      |      |          |       |       |       |       |         |       | 2    |
| 7.    | Kanzy El Defrawy        | 2     |      |      |          |       |       |       |       |         | 2     |      |
| 7.    | Raneem El Weleily       | 2     |      | 1    |          |       | 1     |       |       |         |       |      |
| 7.    | Nele Gilis              | 2     |      |      |          |       |       |       |       |         |       | 2    |
| 7.    | Natalie Grinham         | 2     |      |      |          |       |       |       |       |         |       | 2    |
| 7.    | Joelle King             | 2     |      |      |          |       |       |       | 2     |         |       |      |
| 7.    | Victoria Lust           | 2     |      |      |          |       |       |       | 1     | 1       |       |      |
| 7.    | Fiona Moverley          | 2     |      |      |          |       |       |       |       |         | 1     | 1    |
| 7.    | Nadine Shahin           | 2     |      |      |          |       |       |       |       |         |       | 2    |
| 7.    | Tong Tsz-Wing           | 2     |      |      |          |       |       |       |       |         |       | 2    |
| 7.    | Emily Whitlock          | 2     |      |      |          |       |       |       |       | 2       |       |      |
| 19.   | Nada Abbas              | 1     |      |      |          |       |       |       |       |         |       | 1    |
| 19.   | Rachel Arnold           | 1     |      |      |          |       |       |       |       |         |       | 1    |
| 19.   | Coline Aumard           | 1     |      |      |          |       |       |       |       |         |       | 1    |
| 19.   | Joshna Chinappa         | 1     |      |      |          |       |       |       |       | 1       |       |      |
| 19.   | Vanessa Chu             | 1     |      |      |          |       |       |       |       |         |       | 1    |
| 19.   | Nicol David             | 1     |      | 1    |          |       |       |       |       |         |       |      |
| 19.   | Jenny Duncalf           | 1     |      |      |          |       |       | 1     |       |         |       |      |
| 19.   | Alexandra Fuller        | 1     |      |      |          |       |       |       |       |         |       | 1    |
| 19.   | Mayar Hany              | 1     |      |      |          |       |       |       |       |         | 1     |      |
| 19.   | Andrea Lee              | 1     |      |      |          |       |       |       |       |         |       | 1    |
| 19.   | Danielle Letourneau     | 1     |      |      |          |       |       |       |       |         |       | 1    |
| 19.   | Hana Moataz             | 1     |      |      |          |       |       |       |       |         |       | 1    |
| 19.   | Cyrielle Peltier        | 1     |      |      |          |       |       |       |       |         |       | 1    |
| 19.   | Madeline Perry          | 1     |      |      |          |       |       |       |       |         |       | 1    |
| 19.   | Hana Ramadan            | 1     |      |      |          |       |       |       |       |         |       | 1    |
| 19.   | Camille Serme           | 1     |      |      |          |       | 1     |       |       |         |       |      |
| 19.   | Amanda Sobhy            | 1     |      |      |          |       |       |       | 1     |         |       |      |
| 19.   | Milou van der Heijden   | 1     |      |      |          |       |       |       |       |         |       | 1    |
| 19.   | Maria Toorpakai Wazir   | 1     |      |      |          |       |       |       |       |         |       | 1    |

 1 PSA Weltmeisterschaft

 2 PSA World Series

 3 PSA International

 4 PSA Challenger